# جبهه ایران اسلامی
جبهه ایران اسلامی یک تشکل سیاسی در ایران است که در سال ۱۳۸۵ با نام اولیه «جبهه مردمی حامیان انقلاب اسلامی» تأسیس شد.

## معرفی
این تشکل سید علی خامنه‌ای را به عنوان رهبر دینی و معنوی خود معرفی نموده‌است، در حالی که به صورت رسمی خود را نه در زمره اصولگرایان و نه اصلاح‌طلبان طبقه‌بندی می‌کند.

### ترکیب اعضا
تشکیل‌شده از مجموعه‌ای از:
- سیاستمداران با سابقه
- نمایندگان مجلس در ادوار مختلف
- دبیران و مسئولان سایر احزاب و گروه‌های سیاسی
- چهره‌های دانشگاهی و فرهنگی

### ایدئولوژی
این تشکل با تأکید بر:
- تدوین گفتمان جدید سیاسی
- پایبندی به چارچوب‌های دینی اسلام
- تعامل با همه اقشار مردم

به دنبال ارائه الگویی جدید در فضای سیاسی کشور است.

## چهره‌های شاخص
از اعضای برجسته این تشکل می‌توان به موارد زیر اشاره کرد:
- محمدحسین عظیمی (دبیرکل فعلی)
- عبدالرضا رحمانی فضلی (دبیرکل اسبق و وزیر کشور سابق)
- مرضیه وحیددستجردی (وزیر بهداشت سابق)
- حسین مظفر (نماینده دوره هفتم مجلس)
- الهام امین‌زاده (معاون رئیس‌جمهور سابق)

## تاریخچه

### تأسیس
این جبهه در سال ۱۳۸۵ در خانه احزاب با حضور اعضای مؤسسی شامل محمدحسین عظیمی، عبدالرضا رحمانی فضلی، حسین مظفر، رشید جلالی ، حسن مرادی، سعید ابوطالب، حسن غفوری فرد، مرضیه وحیددستجردی و الهام امین‌زاده به همراه جمعی از نمایندگان دوره هفتم مجلس شورای اسلامی اعلام موجودیت کرد.

### تغییر نام و دبیرکلی
در سال ۱۳۸۷ با تغییر نام به «جبهه ایران اسلامی»، محمدحسین عظیمی به عنوان دبیرکل انتخاب شد.

## فعالیت‌ها

### رویدادهای مهم
- ۱۳۸۷: انتشار بیانیه درباره تحریم‌های بین‌المللی علیه ایران[۶]
- ۱۳۸۹: برگزاری کنگره سراسری با شعار "گفتمان سوم"[۷]
- ۱۳۹۲: انتقاد از [سیاست‌های اقتصادی دولت][۸]
- ۱۳۹۵: انتشار میزگرد تلویزیونی درباره فرهنگ سیاسی[۹]
- ۱۳۹۸: اعلام نظر درباره [اصلاح قانون انتخابات][۱۰]
- ۱۴۰۰: انتشار تحلیل درباره [دیپلماسی منطقه‌ای][۱۱]
- ۱۴۰۲: برگزاری نشست "آینده سیاسی ایران"[۱۲]
- ۱۴۰۳: انتشار بیانیه درباره حوزه علمیه[۱۳]

## ساختار سازمانی

### شورای مرکزی

#### دوره سوم (۱۴۰۰-۱۴۰۴)
اعضای شورای مرکزی در این دوره شامل:
- ابراهیم عزیزی - احمد نادری - الهام آزاد
- فداحسین مالکی - روح‌الله متفکر آزاد - [سعید ایزدیان]
- صدیف بدری - ابوالفضل ظهره‌وند - حسینعلی حاجی دلیگانی
- [مهدی وکیل‌پور] - سید محمد حسینی (سیاستمدار) - علی کریمی فیروزجایی
- [محمدکعب عمیر] - [پیمان فلسفی] - علی بابایی کارنامی
- جواد نیک‌بین - [علی کشوری] - محمدجواد عسگری
- عباس صوفی - [فرشاد ابراهیم‌پور] - مصطفی نخعی
- [هوشنگ قادریان] - [عسگر توکلی] - [حجت‌الله مهدوی]
- حسین حاتمی - [سیدحسن شجاعی] - غلامرضا مرحبا
- سید غنی نظری - سید شریف حسینی - [کیوان مرادیان]
- محمدرضا دشتی اردکانی - [محمد صفری] - [داود دودانگه]
- بهمن دان - [اسدالله غلامپور] - [ضیاء احمدپور]
- احمدزاده کرمانی - [محمد آخشته] - [مریم اشرفی گودرزی]
- [مختار شاهمرادی] - غلامرضا خواجه‌سروی - [جواد نوری]
- [محمدحسن محبیان] - [اصغر زارعی] - [محمدحسن پورزرندی]
- [عباس روزمه] - [محمود شمس نظری] - محمدرضا البرزی
- [هوشنگ محمدی] - [مهدی سندگل نظامی] - [رضا کمالی]
- [سیدعلیرضا علوی] - [محبوبه حقیقی] - [محمد شیخ‌حسینی]
- [عارف بهروز] - [علی مالکی] - [اکبر شفیعی]
- [فریبا مرادپور] - [شهلا محمدزاده] - [حسین سربی‌پور]
- [سید مجتبی موسوی] - [علیرضا عظیمی] - [علی نادری]
- [محسن مفتح] - [لیلا عبدالله‌زاده] - [امیر مرادی]
- [محمدرضا بهروز] - [علی محرابی] - [صادق جایروندی]
- [نصرالله ابراهیمی] - [محمدتقی بابایی] - [ابوالفضل دولتشاهی]
- [حمید خانی] - [وحید عبادی] - [حسین هاشمی]
- [هادی منصوری] - [محسن علی‌آبادی] - [سیداسماعیل فاضلی]
- [داود زارع] - [کامیار داداشی] - [حسینی دبیرقزوین]
- [ابراهیم نصرالللهی] - [علی حاجی محمدی]

الگو:ستون-پایان

## ایدئولوژی و مواضع
این جبهه خود را نه در گروه اصولگرایان و نه اصلاح‌طلبان می‌داند و بر «گفتمان سوم» تأکید دارد.